# Timbuktu (2014)
Timbuktu ist ein französisch-mauretanischer Spielfilm, der in und bei Timbuktu in Mali spielt. Die Regie führte Abderrahmane Sissako. Der Film zeigt die Besetzung von Timbuktu durch Dschihadisten der Al-Qaida-nahen Gruppe Ansar Dine im Rahmen des Konflikts in Nordmali seit 2012 und konkurrierte bei den Internationalen Filmfestspielen von Cannes im Wettbewerb um die Goldene Palme.

## Handlung
Bewaffnete Männer der Gruppe Ansar Dine hetzen in einem Jeep eine Gazelle durch die Sandwüste. Danach zerschießen sie geschnitzte Holzskulpturen im Stil der Bambara, die u. a. barbusige Frauen darstellen. Die Dschihadisten kommen nach Timbuktu, eine von tolerantem Islam geprägte Stadt, und machen den Leuten dort Vorschriften über ihre Kleidung. Die Länge der Hosenbeine wird moniert, Frauen werden verpflichtet, Burka, Handschuhe und Strümpfe in der Öffentlichkeit zu tragen, weiterhin verbieten sie plötzlich Fernsehen, Radio, Fußball, Alkohol, Musik, Herumstehen. Die Fremden treten bewaffnet und mit Schuhen in die örtliche Moschee ein, der Imam schickt sie weg, nachdem er diplomatisch deren Regeln und ihre bewaffnete Durchsetzung kritisiert hat.
Außerhalb von Timbuktu wohnt in einem Nomadenzelt eine Familie, bestehend aus dem Vater Kidane, der Mutter Satima, die keinen Schleier trägt, der Tochter Toya und dem Adoptivsohn Issan. Die Familie lebt von Viehzucht, sie besitzt acht Rinder und außerdem Ziegen. Die schönste Kuh ist trächtig und heißt GPS. Kidane will das Kalb Issan schenken, der die Kühe am Fluss weidet und tränkt. Dort hat der Fischer Amadou seine Netze ausgelegt. Dann ist ein Wasserverkäufer zu sehen, der Wasser in Kanistern vom Fluss zu den Familien in den Zelten mit einem Motorrad transportiert.
Parallel dazu sieht man die Dschihadisten bei der Machtübernahme in der Stadt. Einige von ihnen drehen Propaganda-Videos, andere patrouillieren nachts durch die Stadt, um Musikhörende und -machende aufzuspüren. Wieder andere unterhalten sich leidenschaftlich über internationalen Fußball, während die Jugendlichen der Stadt ein Fußballspiel ohne Ball spielen, da dieser von den Dschihadisten konfisziert wurde. Ein anderer lässt sich mit dem Jeep durch die Wüste chauffieren und besucht immer dann die selbstbewusste Satima, wenn ihr Mann nicht da ist. Obwohl sie ihn abweist, gibt er ihr seine Telefonnummer.
Als Issan wieder die Kühe am Fluss weidet, läuft die Kuh GPS in die Netze hinein. Amadou tötet sie erbost mit einem Speer. Issan läuft weinend zum Zelt und erzählt seinem Vater lückenhaft, was passiert ist. Dieser steckt gegen den Rat von Satima sicherheitshalber seinen Revolver ein und läuft zu Amadou, um ihn zur Rede zu stellen. Die beiden streiten und ringen miteinander. Dabei fällt ein Schuss und beide fallen in den Fluss. Kidane rappelt sich auf, Amadou ist tödlich verletzt. Noch bevor Kidane zu Hause ankommt, wird er von einer Patrouille aufgegriffen und ins Gefängnis gebracht. Er bittet einen Wachposten, seine Frau anzurufen und ihr die Lage zu erklären. Diese sitzt mit Toya wartend auf einer Düne oberhalb ihres Zeltes an der einzigen Stelle mit Handyempfang. Kidane wird des Mordes angeklagt. Ihm droht die Todesstrafe, es sei denn, die Familie des Getöteten verziehe ihm. Als Entschädigung soll er vierzig Kühe entrichten. Die Gerichtsverhandlung nach der Scharia findet auf Arabisch statt, Kidane spricht Tamascheq und wird übersetzt. Er versucht, Mitgefühl mit seiner bald verwaisten Tochter bei dem führenden Dschihadisten zu wecken, und fragt den Übersetzer über seine Herkunft aus. Er vermutet wegen der gemeinsamen Sprache, sein Gegenüber gehöre wie er zur Ethnie der Tuareg und es sei möglich, Empathie in ihm zu wecken. Dieser kommt allerdings – wie viele der den Tuareg angehörenden Dschihadisten – aus Libyen und es gibt weder gemeinsame Bezüge noch Mitleid.
Derweil werden die Musiker und die Sängerin verhaftet und ausgepeitscht. Ein Mann und eine Frau werden gesteinigt, weil sie einer Liebesbeziehung bezichtigt werden. Ein Mädchen wird abends allein mit Handy aufgegriffen und nach einer von weiteren Verständigungsproblemen geprägten Diskussion gegen ihren und den Willen ihrer Mutter mitten in der Nacht „zwangsverheiratet“, d. h. vergewaltigt. Das Einschreiten des Imam wird mit dem Argument abgewimmelt, dass die Ansichten der Islamisten gottgewollt und damit unhinterfragbar seien. Die Unterdrückung verschärft sich zunehmend. Nur eine ältere, sehr unkonventionell erscheinende Frau mit bunter Kleidung, ohne Schleier und mit einem Hahn auf der Schulter scheint davon unberührt zu bleiben.
Kurz bevor Kidane hingerichtet werden soll, gelingt es dem Wasserverkäufer, Kidanes Frau Satima mit dem Motorrad zum Richtplatz zu bringen. Als die Eheleute aufeinander zu laufen, werden sie erschossen. Während der Wasserverkäufer vor den Dschihadisten in die Wüste flieht, sieht man Toya und Issan weinend herumirren.

## Hintergrund
Der Film ist mehrsprachig und zeigt unvollständige und missverständliche Übersetzungsleistungen zwischen den Islamisten und der Stadtbevölkerung. Das zeigt, dass sie von außen kommen und nicht zur Stadt dazugehören.
Timbuktu wurde am 1. April 2012 tatsächlich zuerst von der AQMI (Alqeida au Maghreb Islamique) besetzt, einer Allianz internationaler islamistischer Terroristen, und Ansar Dine besetzt. Der Staat Azawad wurde ausgerufen.
Die Bevölkerung lehnte die Rebellen massiv ab, die in den ersten drei Monaten des Aufstands die öffentliche Infrastruktur zerstörten, private und öffentliche Gebäude bzw. Geschäfte plünderten sowie zahlreiche Vergewaltigungen begingen. AQMI und ihre arabischen Verbündeten wurden von der Bevölkerung als Besatzungsmacht wahrgenommen. Die von der AQMI eingesetzte Islamische Polizei wurde mit Personen besetzt, die nicht aus Timbuktu stammen. Viele Betroffene erkannten unter den Peinigern und Plünderern Kinder von Freunden und Bekannten.
AQMI richtete ein Gefängnis speziell für Frauen ein und erhob Kleidervorschriften. Bei deren Nichteinhaltung bestraften sie die Frauen mit Schlägen und 40 Tagen Gefängnis. Nach den 40 Tagen musste eine festgelegte Summe bezahlt werden, andernfalls wurde der Betroffenen ein Ohr abgeschnitten. Jeden Dienstag fand in einem Hotel das Islamische Tribunal (Justice Islamique) statt, und es wurden neue Regeln angeordnet.
Frauen hatten bis zur Besetzung in Timbuktu selbstverständlich Teil am öffentlichen und gesellschaftlichen Leben, insofern bedeuteten die Regeln der Dschihadisten für sie massive Unterdrückung. Am 3. Oktober 2012 demonstrierten die Frauen in Timbuktu ohne Kopftücher – unbeirrt von Schüssen in die Luft – auf der Straße gegen diese Behandlung. Der von den Dschihadisten hinzugezogene Imam der Sankoré-Moschee bescheinigte ihnen: „Ihr strapaziert die Frauen. Ihr quält sie. Zu viel ist zu viel.“, woraufhin ihn die Dschihadisten unzufrieden beschimpften. Der Film hingegen zeigt passiven Widerstand.
Musik und Tanz als Teil einer stark ausdifferenzierten islamischen Kultur spielte in Timbuktu vor der Besatzung eine große Rolle. Die religiös begründeten Verbote von Musik und Tanz durch die Rebellen trafen auf breite Ablehnung in der Bevölkerung, die sich als Bewohner eines weitreichenden Zentrums islamischer Gelehrsamkeit seit dem 13. Jahrhundert in islamisch-religiösen Fragen sehr kompetent fühlen.
Über die Mehrsprachigkeit des Films transportiert sich auch die sprachliche Vielfalt und Diversität traditioneller Lebensformen in Mali. Der Streit zwischen Kidane und Amadou über die Kuh „GPS“ spielt auf Konflikte in der durch den Klimawandel von erhöhter Trockenheit betroffenen Sahelzone zwischen nomadisch lebenden Viehzüchtern und sesshaften Ackerbauern – in dem Fall ein Fischer – um knappe Ressourcen an. Der nomadische Viehzüchter Kidane ist Tuareg und spricht Tamascheq, Amadou gehört zur Bambara-sprechenden Gruppe. Diese Konflikte werden ethnisch verortet und von diversen malischen Politikern – wie dem ehemaligen Präsidenten Amadou Toumani Touré – zugunsten ihrer Interessen ausgenutzt.
Laut Gaston Kirsche von der Jungle World wird im Film unterschlagen, dass die Islamisten ihr Geld mit Drogenhandel, Menschenhandel und Entführungen verdienten und dass ihr Zugang zu moderner Technik auf junge ansässige Männer anziehend gewirkt habe – die Islamisten telefonieren oft mit Smartphones, filmen mit Videokameras, fahren mit Jeeps. Im Fall Timbuktus wurden allerdings nicht ortsansässige, sondern junge Männer aus umliegenden Ortschaften rekrutiert.

## Produktion
Ein Video der Steinigung eines Paares in Aguelhok im Jahr 2012 war für Sissako der Anlass zur Bearbeitung des Stoffes. Der Film wurde in Mauretanien in den Städten Oualata und Néma gedreht. Die Kamera führte Sofiane El Fani. Die Filmmusik stammt von Amine Bouhafa.

## Auszeichnungen
- 2014: Cannes, Preis der Ökumenischen Jury, François Chalais Prize
- 2014: Unabhängiges Filmfest Osnabrück, Friedensfilmpreis der Stadt Osnabrück
- 2015: César: Bester Film
- 2015: nominiert für die Oscarverleihung 2015 als „Bester fremdsprachiger Film“
- 2015: New York Film Critics Circle Award: Bester fremdsprachiger Film

2016 belegte Timbuktu bei einer Umfrage der BBC zu den 100 bedeutendsten Filmen des 21. Jahrhunderts den 36. Platz.

## Kritiken
„Sissako erzählt all das in einer polyzentrisch gewebten, doch dadurch nicht weniger eindringlichen Dramaturgie und mit einem Personal, das deutlich charakterisiert ist, ohne je plakativ zu werden. So sind seine Islamisten keine herumbrüllenden Karikaturen, sondern durchaus ambivalente Charaktere, die mit ihren – nach den eigenen Geboten – unerlaubten Schwächen für Messi und Zidane, Zigaretten und Sex auch komische Seiten besitzen. Von seinen Helden faszinieren besonders die starken widerständigen Frauenfiguren, allen voran die von Toulou Kiki mit großer Präsenz gespielte Satima. […] Dabei packen der selbst in Mali aufgewachsene Regisseur und sein Kameramann Sofian el Fani die schrecklichen Ereignissen um die islamistische Eroberung in oft geradezu elegisch schöne und doch messerscharf präzise Bilder.“

## Trivia
- Die Darstellerin der Satima, Toulou Kiki, ist Sängerin in der Band Kel Assouf, die Tuareg-Blues macht.
- Die Darstellerin der Fatou, Fatoumata Diawara, ist neben ihrer Tätigkeit als Schauspielerin auch Gitarristin und Sängerin, die mit Damon Albarn, Baaba Maal, Nicolas Jaar und den Noisettes zusammen arbeitet.[8]
- Der Darsteller des Kidane, Ibrahim Ahmed dit Pino, spielte bis 2013 in der Band Terakaft, ebenfalls in der Musikrichtung Tuareg-Blues.